# Copa de la Reina de Fútbol 1985
El Campeonato de España de Fútbol Femenino 1985 corresponde a la tercera edición la Copa de la Reina.
Como en las dos ediciones anteriores, el Karbo Deportivo de La Coruña se proclamó campeón. Los dos finalistas llegaron a un acuerdo para disputar la final a partido único, en el terreno del equipo gallego, el 23 de junio de 1985.

## Sistema de competición
La competición se desarrolló por sistema de eliminación directa, con partidos a doble vuelta, excepto la final, jugada a partido único.

## Cuadro de resultados
|  | Cuartos de final            | Cuartos de final | Cuartos de final            |       |                             | Semifinales | Semifinales | Semifinales |  |                   | Final       | Final |  |
|  |                             |                  |                             |       |                             |             |             |             |  |                   | 23 de junio |       |  |
|  |                             |                  |                             |       |                             |             |             |             |  |                   |             |       |  |
|  |                             |                  |                             |       |                             |             |             |             |  |                   |             |       |  |
|  | Santo Domingo               | 1                | 0                           |       |                             |             |             |             |  |                   |             |       |  |
|  | Santo Domingo               | 1                | 0                           |       |                             |             |             |             |  |                   |             |       |  |
|  | Añorga KKE                  | 4                | 14                          |       |                             |             |             |             |  |                   |             |       |  |
|  | Añorga KKE                  | 4                | 14                          |       | Añorga KKE                  | 0           | 1           |             |  |                   |             |       |  |
|  |                             |                  |                             |       | Añorga KKE                  | 0           | 1           |             |  |                   |             |       |  |
|  |                             |                  | Karbo Dep. Coruña           | 4     | 5                           |             |             |             |  |                   |             |       |  |
|  | Karbo Dep. Coruña (p)       | 1                | Karbo Dep. Coruña           | 4     | 5                           | 1           |             |             |  |                   |             |       |  |
|  | Karbo Dep. Coruña (p)       | 1                |                             |       |                             |             |             |             |  |                   |             |       |  |
|  | Fórum Filátelico            | 2                | 0                           |       |                             |             |             |             |  |                   |             |       |  |
|  | Fórum Filátelico            | 2                | 0                           |       |                             |             |             |             |  | Karbo Dep. Coruña | 2 (3)       |       |  |
|  |                             |                  |                             |       |                             |             |             |             |  | Karbo Dep. Coruña | 2 (3)       |       |  |
|  |                             |                  | Peña Barcelonista Barcilona | 2 (1) |                             |             |             |             |  |                   |             |       |  |
|  | Peña Barcelonista Barcilona | 4                | Peña Barcelonista Barcilona | 2 (1) | 0                           |             |             |             |  |                   |             |       |  |
|  | Peña Barcelonista Barcilona | 4                |                             |       |                             |             |             |             |  |                   |             |       |  |
|  | Atlético Baleares           | 0                | 0                           |       |                             |             |             |             |  |                   |             |       |  |
|  | Atlético Baleares           | 0                | 0                           |       | Peña Barcelonista Barcilona | 6           | 2           |             |  |                   |             |       |  |
|  |                             |                  |                             |       | Peña Barcelonista Barcilona | 6           | 2           |             |  |                   |             |       |  |
|  |                             |                  | Unión Risco                 | 0     | 2                           |             |             |             |  |                   |             |       |  |
|  | Unión Risco                 | ?                | Unión Risco                 | 0     | 2                           | ?           |             |             |  |                   |             |       |  |
|  | Unión Risco                 | ?                |                             |       |                             |             |             |             |  |                   |             |       |  |
|  | Málaga                      | ?                | ?                           |       |                             |             |             |             |  |                   |             |       |  |
|  | Málaga                      | ?                | ?                           |       |                             |             |             |             |  |                   |             |       |  |
|  |                             |                  |                             |       |                             |             |             |             |  |                   |             |       |  |

## Final
| 23 de junio de 1985, 19:30 (CET) | Karbo Deportivo de La Coruña | 2:2 (1:1) | Peña Barcelonista Barcilona    | Estadio de Riazor, La Coruña |  |
|                                  | Geli 10' (p) Encarna 77'     |           | Puig Bell 39' R. Oller 60' (p) |                              |  |